# Буске (замок, Аверон)
Буске (фр. Château du Bousquet) — средневековый каменный замок, расположенный в коммуне Монперу в департаменте Аверон, в регионе Окситания, Франция. По своему типу относится к замкам на вершине. Комплекс отреставрирован и входит в список исторических памятников Франции.

## История

### Ранний период
Место, где расположен замок, в Средние века было стратегически важным, так как позволяло контролировать долину реки Магану и находилось на пути между городами Конк и Ле-Пюи-ан-Веле. Оба поселения имели важное религиозное значение и привлекали множество паломников.
Точное время основания замка установить сложно. Нет сведений и о том, кто стал первым владельцем крепости. Но известно, что на рубеже XIII и XIV веков на вершине холма уже имелись каменные укрепления. В восточной части холма у подножия замка образовалась небольшая деревня.
По одной из версий замок некоторое время принадлежал могущественному ордену госпитальеров.
Вход в замок находился в западной части. Перед ним существовали дополнительные укрепления, образовавшие форбург.

### Новое время

Родовой герб семьи Рокфей-Бланкефор (дворянский род)

История замка хорошо задокументирована с XVII века. В 1610 году Буске стал владением семьи Рокфей-Бланкефор, которая принадлежала к одному из самых старых аристократических родов Лангедока. Вскоре началась масштабная реконструкция крепости.

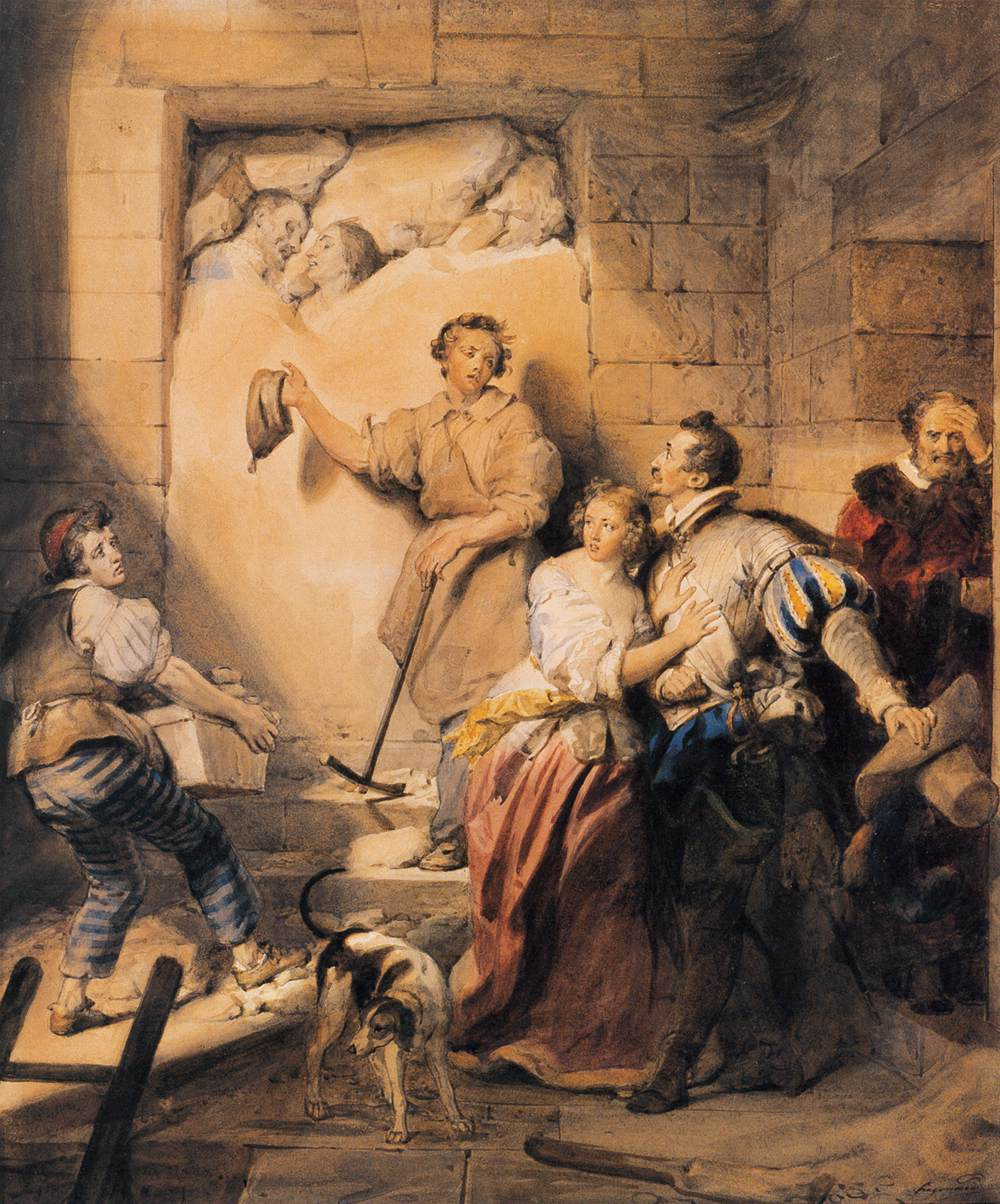
«Замурованные» Александра-Эвариста Фрагонара. По одной из версий, картина посвящена обнаруженным во время ремонта замка Буске в XIX веке замурованным в стену влюблённым

С 1618 года владельцы замка получили право именоваться маркизами дю Буске. Потомки первых собственников принадлежали к старшей ветви семьи Рокфей. С 1639 года замок служил главной резиденцией рода. На протяжении трёх последующих веков комплекс ни разу не поменял владельца, оставаясь в руках маркизов Рокфей дю Буске. За эти три столетия замок ни разу не был в осаде и регулярно ремонтировался. В итоге его стены и башни прекрасно сохранились.
К югу от замка расположены лесистые склоны, которые превратились в подобие замкового парка.

### XX век

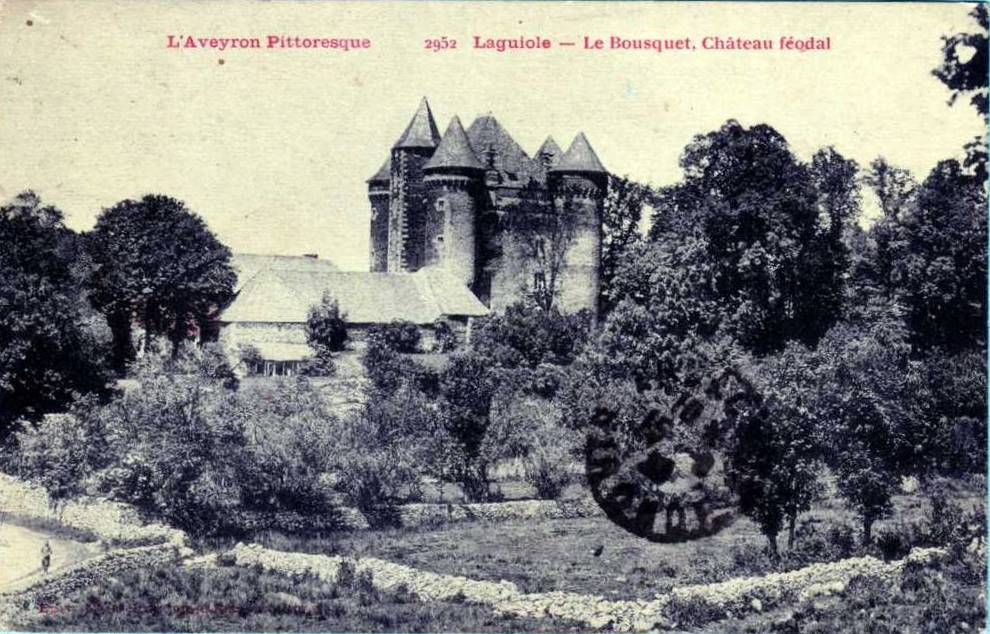
Замок на открытке 1900 года

В 1903 году представители семьи Рокфей решили продать замок и прилегающие земли. В последующие десятилетия комплекс ещё не раз менял собственников.
В 1928 году замок был признан историческим памятником Франции. В 1978 году этот статус был подтверждён и произошло более полное описание особенностей его архитектуры и интерьеров.
В настоящее время комплекс принадлежит семье Дижоль. Так как он находится в частной собственности, посещение возможно только по согласованию с владельцами. 

## Описание комплекса
Замок построен на плоской вершине скалы. В его основании лежат крупные блоки грубо обработанного базальта. В центре находится основное трёхэтажное прямоугольное здание, к которому примыкают шесть высоких массивных  башен, выступающих далеко за пределы стен: по углам четыре круглых (по пять ярусов) башни, в центре восточного фасада — квадратная, а в центре западного — шестиугольная. Все башни и главное здание имеют высокие конические крыши.
В восточной башне находится замковая капелла. Ряд исследователей считает, что её особенности и позволяют говорить о принадлежности крепости ордену госпитальеров.
Самая высокая башня — квадратная западная. Она насчитывает семь этажей.
Территория вокруг замкового холма огорожена. Она является частной собственностью и вход туда возможен только с разрешения владельцев комплекса. 

## Галерея

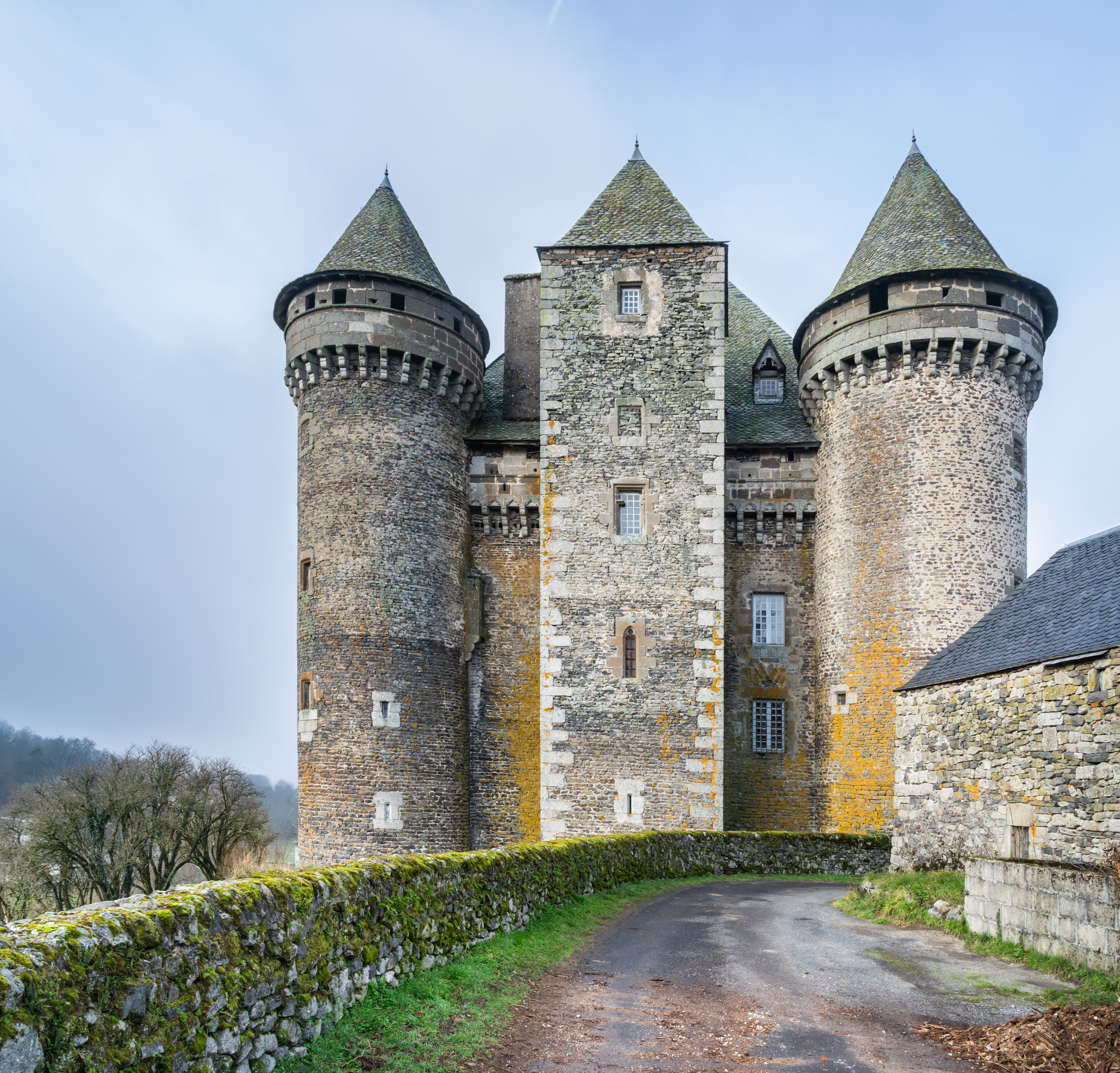
Вид замка западной стороны
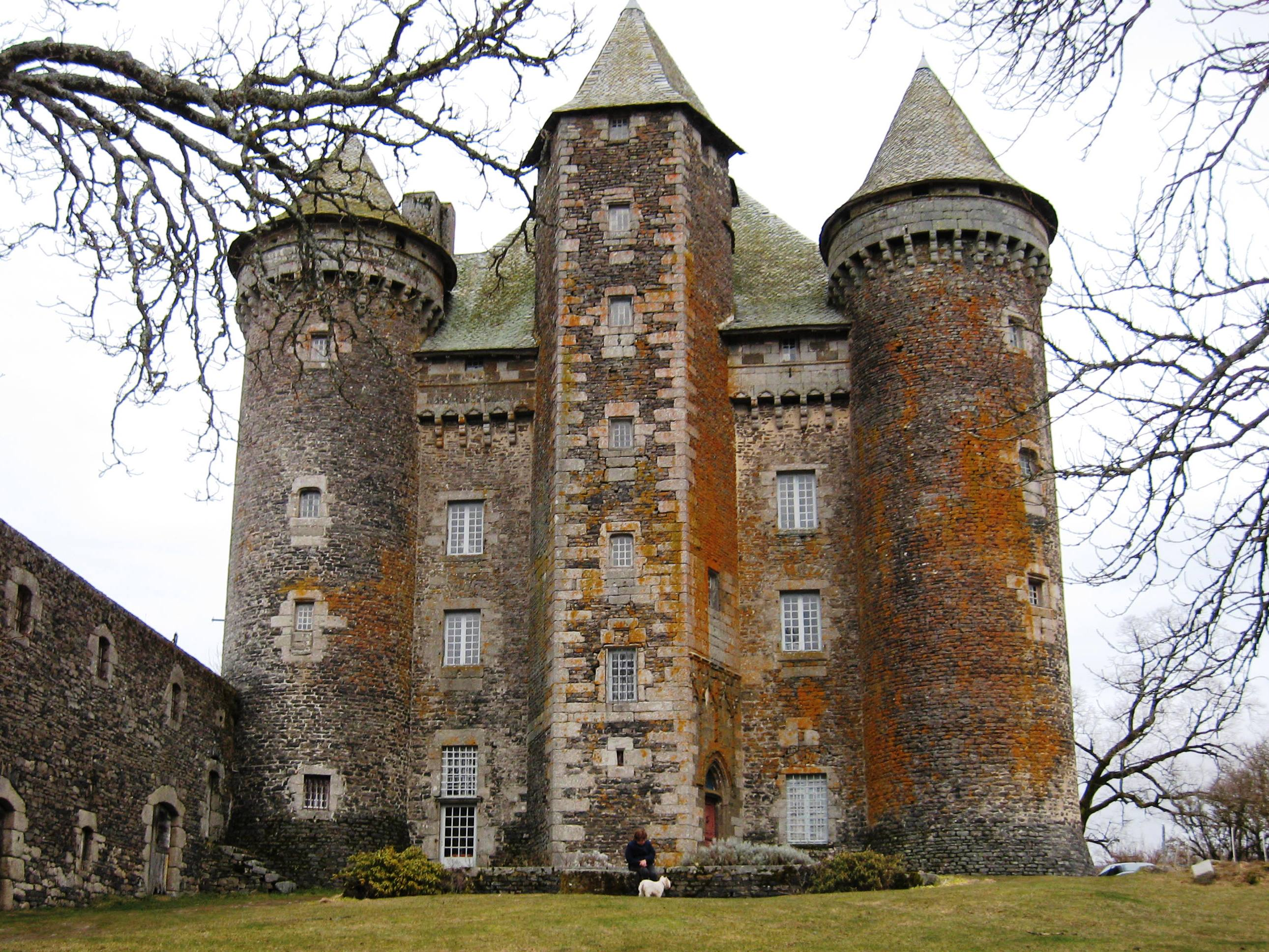
Вида комплекса с восточной стороны
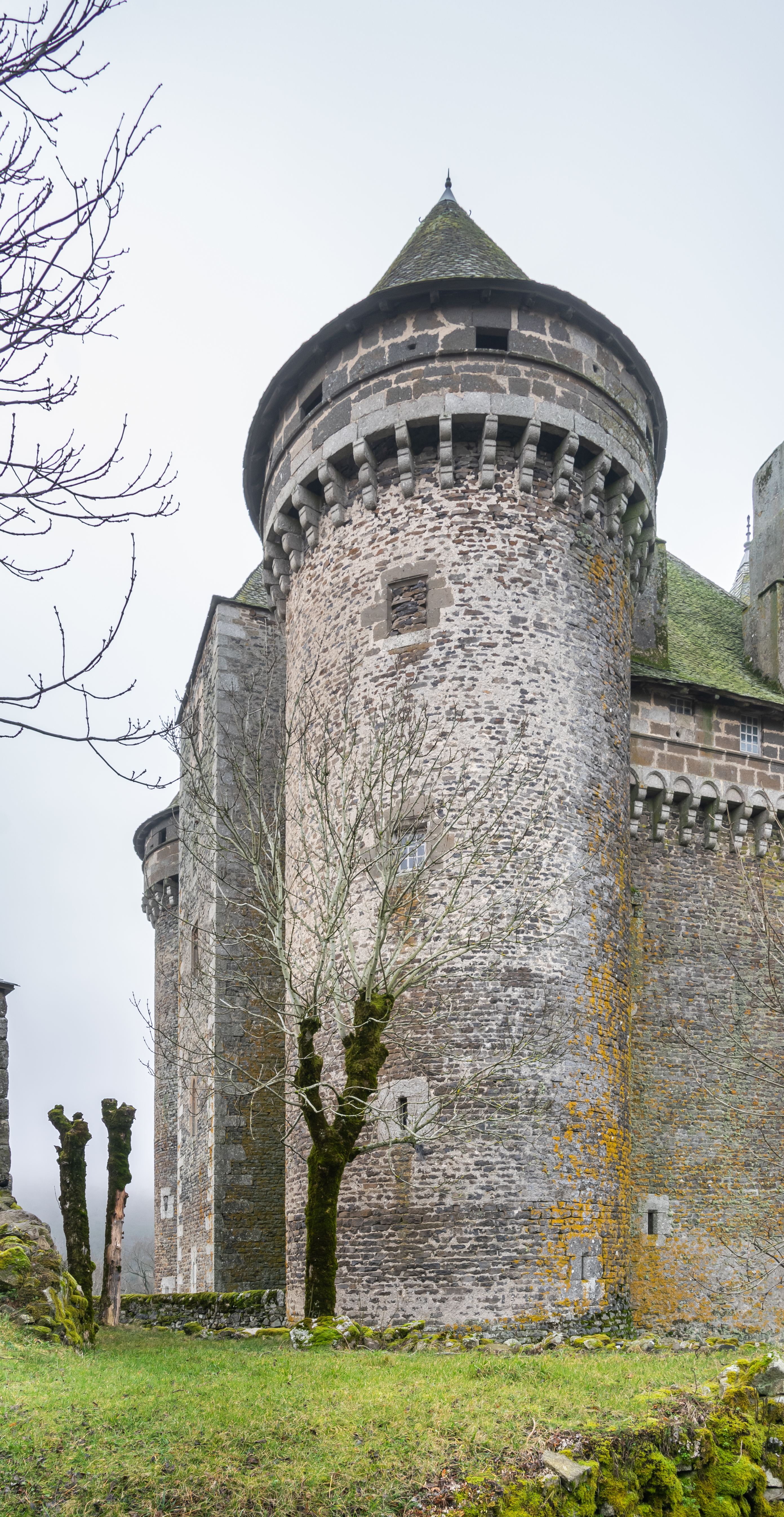
Северо-восточная башня
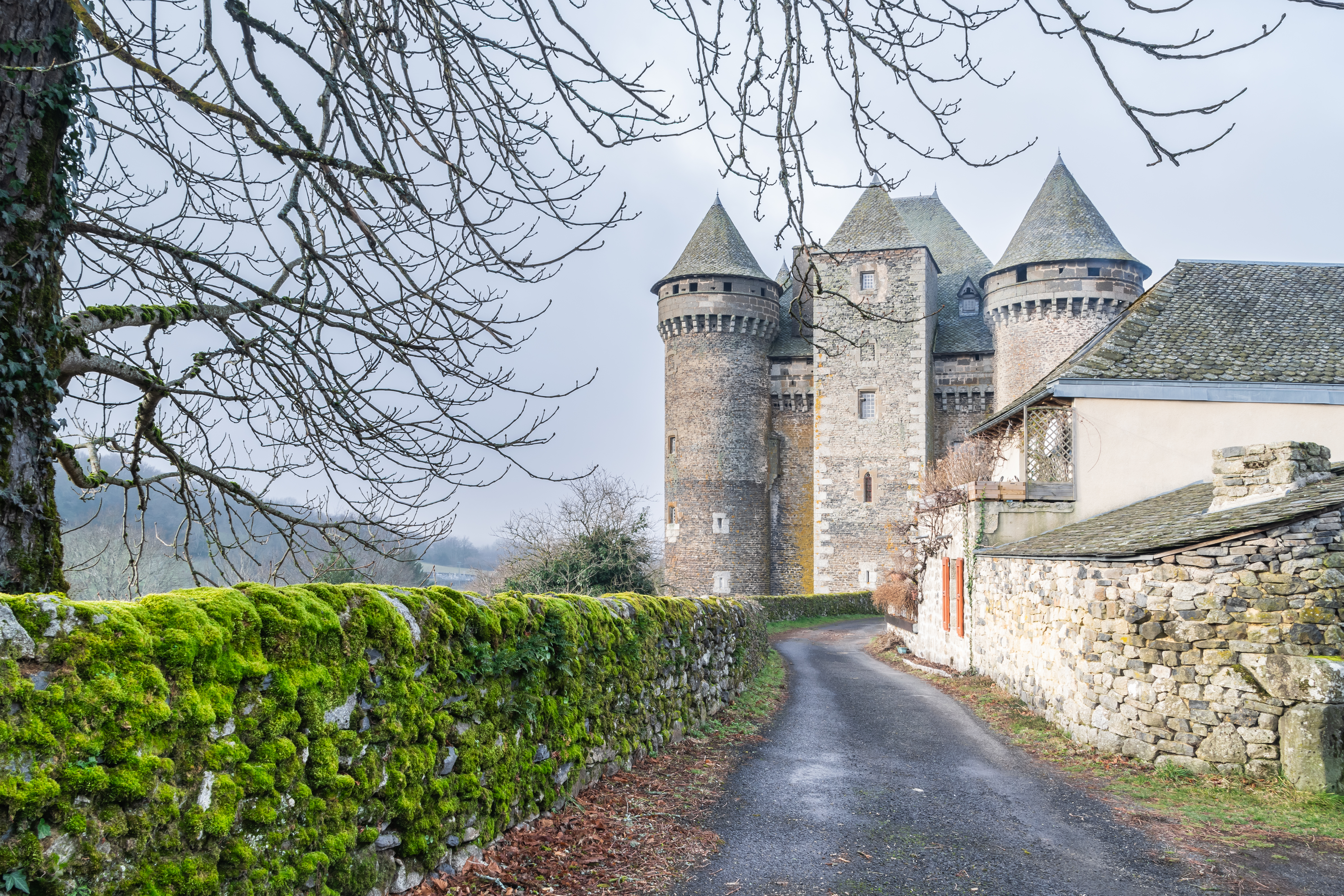
Замок со стороны деревни
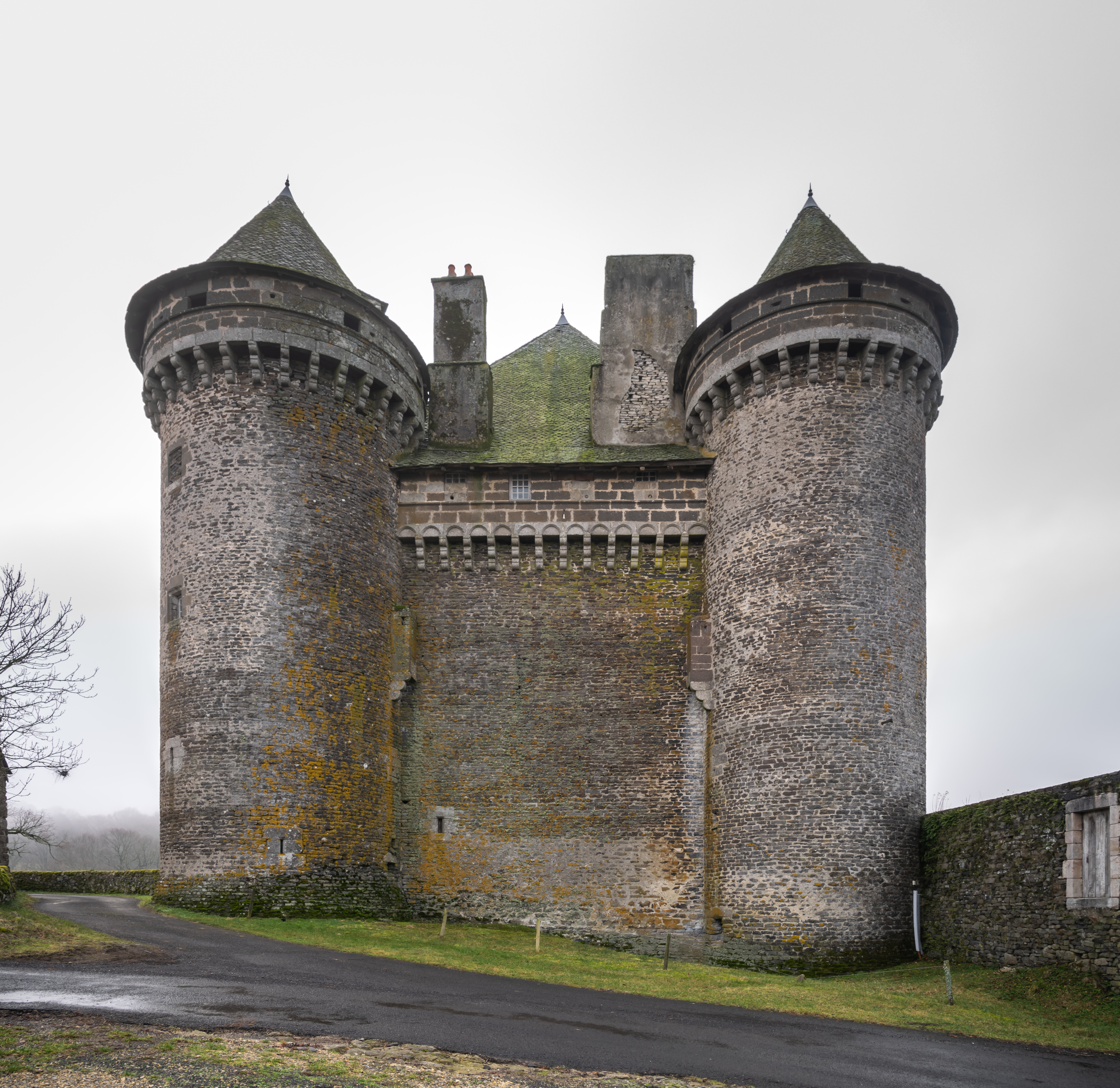
Вид замка с южной стороны
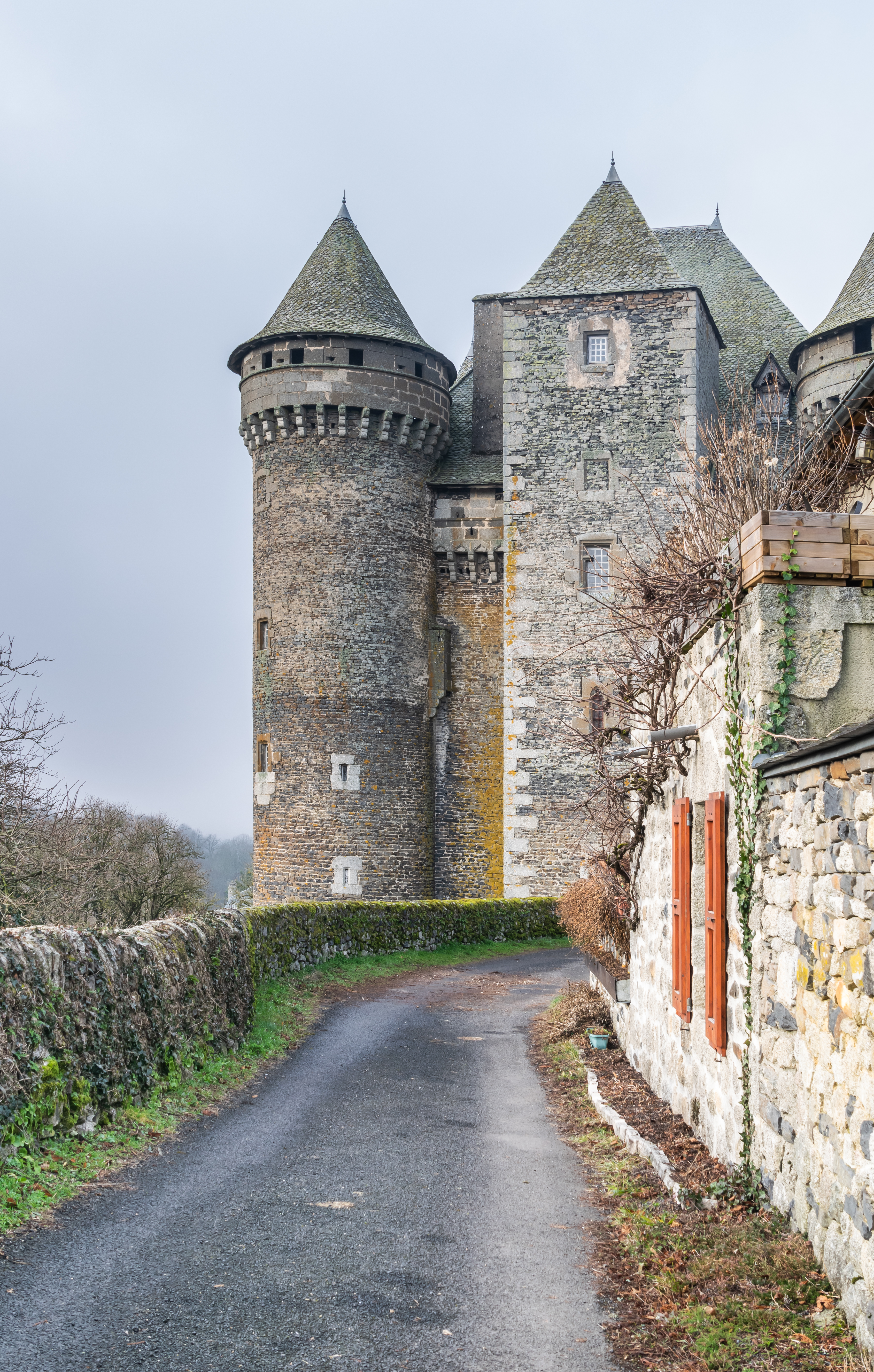
Пусть к главным воротам замка